# Eupithecia bellimargo
Eupithecia bellimargo es una especie de polilla de la familia Geometridae. La especie fue descrita por primera vez por Max Bastelberger habiendo sido descrita en 1897, con distribución en Argentina. 
El holotipo de la especie fue descrita en la Provincia de Tucumán.